# Pierre Menu
Pour les articles homonymes, voir Menu.
Œuvres principales
- Sonatine pour quatuor à cordes (1916)

Pierre Menu est un compositeur français né le 9 juillet 1896 dans le 10e arrondissement de Paris et mort pour la France le 16 octobre 1919 dans le 4e arrondissement.

## Biographie
Pierre Albert Menu naît le 9 juillet 1896 à Paris (10e arrondissement).
Il étudie au Conservatoire supérieur de musique de Paris, où il obtient une 1re médaille de solfège en 1910, un 2e accessit de fugue en 1915 et un 2d prix d'histoire de la musique en 1916. Il est notamment élève de Jean Roger-Ducasse, à qui il dédie sa Sonatine pour quatuor à cordes, partition publiée par Durand.
Pendant la Première Guerre mondiale, Pierre Menu est mobilisé en 1916. Il meurt prématurément, à l'âge de 23 ans, des suites d'un empoisonnement contracté après une attaque allemande au gaz, le 16 octobre 1919, à Paris (4e arrondissement),. Il est déclaré « mort pour la France »,.
Comme compositeur, il est l'auteur d'une Fantaisie dans l'ambiance espagnole pour harpe chromatique et quatuor à cordes (également connue dans une version pour piano et orchestre due à Roger-Ducasse), de mélodies, d'un Quatuor pour piano et cordes, d'une Sonatine pour quatuor à cordes et d'un autre quatuor à cordes.
Dans le journal Comœdia du 21 octobre 1919, Charles Tenroc écrit à l'annonce de la mort du compositeur : « Pierre Menu, dont la personnalité s'était déjà affirmée, était un artiste dans la forte acception du mot. Sa disparition est une perte pour la jeune école française ».

## Discographie
- Belle Époque: Music for string quartet by Debussy, Milhaud, Menu — Quatuor à cordes de Claude Debussy, Quatuor à cordes no 1 op. 5 de Darius Milhaud, Sonatine pour quatuor à cordes de Pierre Menu — Quatuor Galatea, Sony Classical, 2014[6].